# Slutet på historien (film, 1999)
Slutet på historien (engelska: The End of the Affair) är en brittisk-amerikansk dramafilm från 1999 i regi av Neil Jordan. I huvudrollerna ses Julianne Moore, Ralph Fiennes och Stephen Rea. Filmen är baserad på Graham Greenes roman Slutet på historien från 1951, som tidigare filmatiserats 1955. 

## Handling
Författaren Maurice Bendrix träffar i London under andra världskriget Sarah Miles, hon är gift med en bekant till Bendrix, Henry Miles. Bendrix och Sarah inleder en affär. Men då Bendrix rum bombas, avslutar hon deras relation och han lider av denna förlust samt av den fördröjda chocken efter bombningarna.
Efter detta möter Bendrix Henry igen, Henry misstänker sin hustru för otrohet, han har funderat på att anlita en privatdetektiv för att undersöka vad hon gör. Bendrix erbjuder sig att agera för Henrys räkning.

## Rollista i urval
- Ralph Fiennes - Maurice Bendrix
- Julianne Moore - Sarah Miles
- Stephen Rea - Henry Miles
- Heather-Jay Jones - Henrys jungfru
- James Bolam - Mr Savage
- Ian Hart - Mr Parkis
- Sam Bould - Lance Parkis
- Cyril Shaps - servitör
- Penny Morrell - Bendrixs hyresvärdinna
- Simon Fisher Turner - Doktor Gilbert
- Jason Isaacs - Fader Richard Smythe
- Deborah Findlay - Miss Smythe